# سای⁵ ارابه‌ران
سای⁵ ارابه‌ران یک ستاره است که در صورت فلکی ارابه‌ران قرار دارد.